# Кунцевич Едвард Михайлович
Кунце́вич Е́двард Миха́йлович (14 липня 1926 — 3 жовтня 1996) — український скульптор, член Спілки художників УРСР (1951), народний художник України (1995), заслужений діяч мистецтв УРСР (1976).

## Біографія
Народився 14 червня 1926 року в Києві, у 1945–1951 роках навчався в Київському художньому інституті, педагоги — Костянтин Єлева, Лев Муравін. Працював у галузі станкової, монументальної та декоративної скульптури.
Був агентом КДБ, мав криптонім «Символ».

## Творчість

### Скульптурні композиції
- «Юність миру» (гіпс, 1951)
- «Хліб-сіль» (оргскло, 1958)
- Бюст Максима Горького на станції метро «Університет» у Києві (оргскло, 1960).
- «Будівельник Київської ГЕС» (гіпс, 1961)
- «Праця», що прикрашає міст через Дніпро поблизу станції метро «Дніпро» у Києві (оргскло, 1960, металізований залізобетон, 1964).
- Пам'ятний знак «Караючий меч» у Павлограді, скульптори Юрій Жирадков, Едвард Кунцевич. (залізобетон, 1968)[3].

### Пам'ятники
- Володимирові Леніну. Скульптор Едвард Кунцевич, архітектори Микола Іванченко, В. М. Іванченко (1967, Донецьк)[4].
- Володимирові Леніну (бронза, 1971, Кременчук)[5].
- Володимирові Леніну. Скульптор Едвард Кунцевич, архітектори Юрій Чеканюк і Юрій Набок (бронза, 1979, Хорол)[6].
- Монумент Вічної Слави, скульпторы Галина Кальченко, Едвард Кунцевич, Борис Микитенко, архітектор Анатолій Ігнащенко, Олександр Ренькас (1975, Черкаси).
- Меморіальний комплекс Солдатської Слави, скульптор Едвард Кунцевич, архітектори Лев Вайнгорт, Георгій Кислий, Ігор Мезенцев (1969, Полтава)[7].
- Гетьману Петру Сагайдачному у Києві на Контрактовій площі. Скульптор Валерій Швецов за участю скульпторів Едварда Кунцевича, Бориса Крилова, Олеся Сидорука, архітектори Микола Жаріков, Руслан Кухаренко за участю Юрія Лосицького (бронза, 2001)[8]

### Меморіальні дошки
- Євгенові Патону у Києві по вул. Михайла Коцюбинського, 9. Скульптор Едвард Кунцевич, архітектор Костянтин Сидоров, (бронза, 1984)

## Сім'я
- Син — Костянтин Кунцевич (26.05.1961 — 28.10.2012) — художник, член Національної спілки художників України[9].

## Зображення

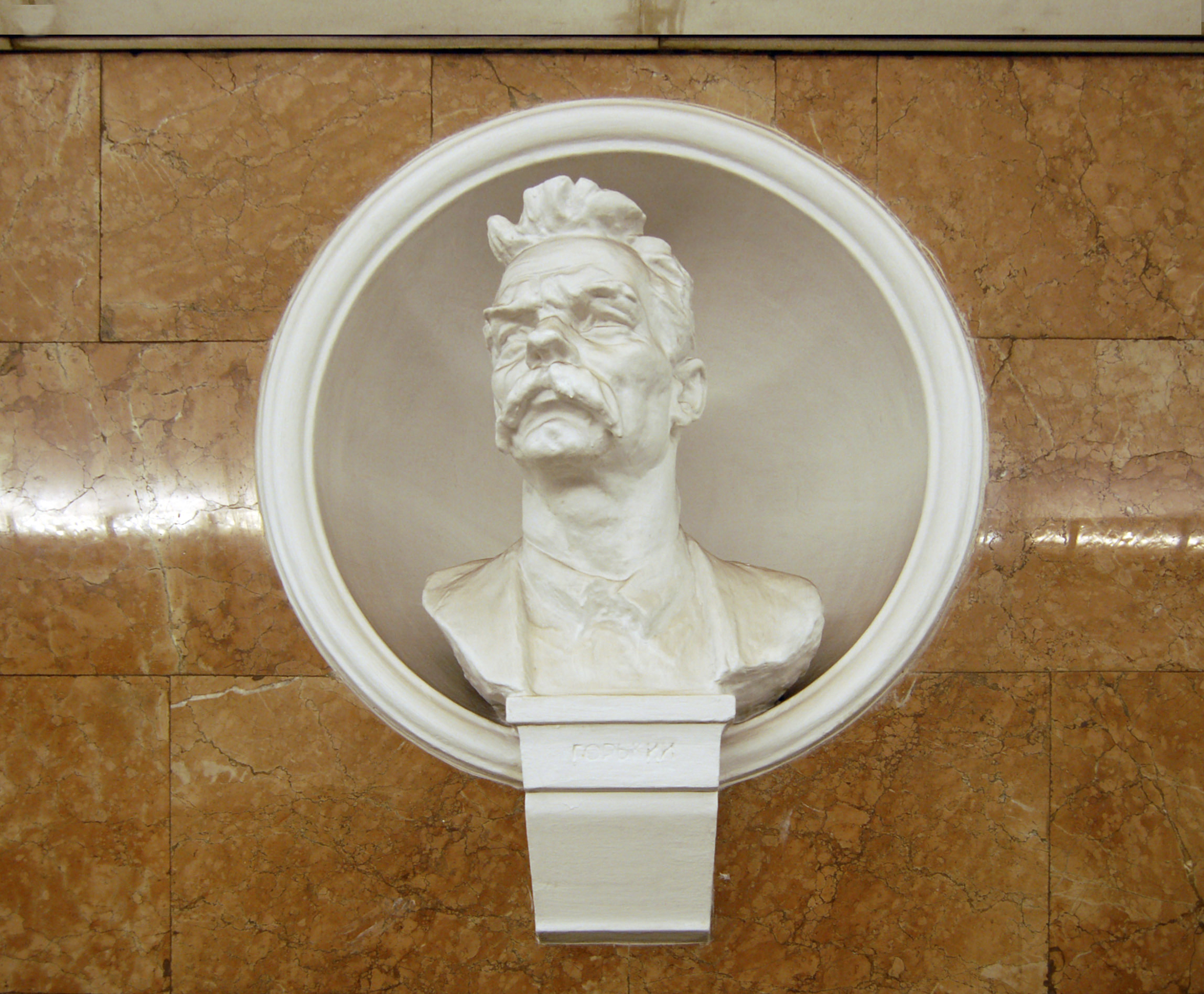
Бюст Максима Горького на станції метро «Університет»
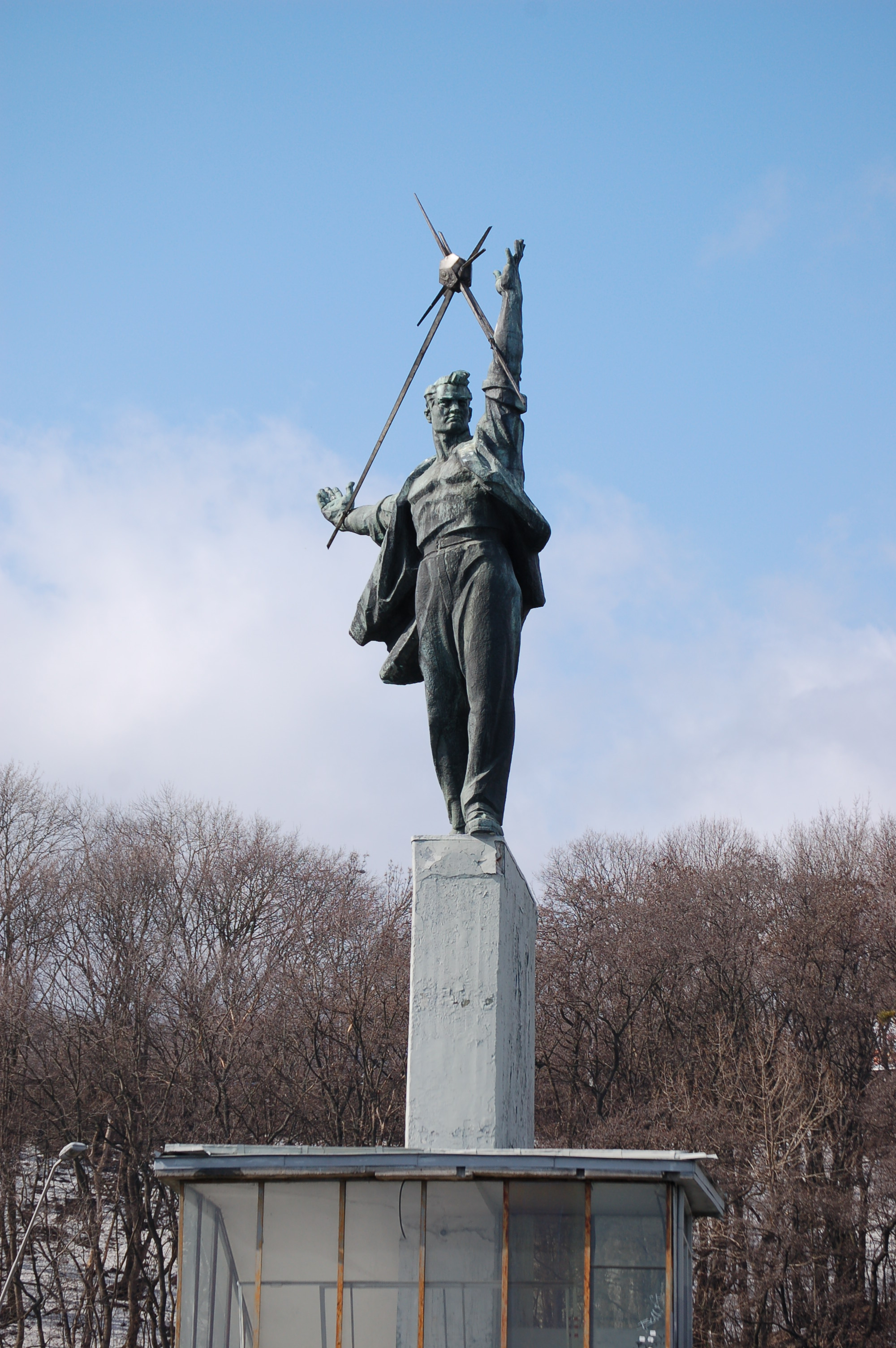
Монументальна скульптура «Праця» на станції метро «Дніпро»
Меморіал Слави у Черкасах
Меморіальний комплекс Солдатської Слави у Полтаві
Пам'ятний знак Містам-форпостам Київської Русі у Корсуні-Шевченківському
Пам'ятник Петрові Сагайдачному у Києві
Пам'ятник Тарасові Шевченку в Корсуні-Шевченківському
Пам'ятник Іванові Сошенку в Корсуні-Шевченківському
Пам'ятник Маркові Кропивницькому в Кіровограді